# Herbert Lütje
Herbert Lütje, nemški častnik, vojaški pilot in letalski as, * 30. januar 1918, Abbesbüttel, † 18. januar 1967 Köln-Wahn.

## Življenjepis
Herbert Lütje se je Luftwaffe kot kadet pridružil novembra 1937. Decembra 1939 je bil dodeljen k Nachjagdstaffel LG 2, že februarja 1940 pa je bil premeščen k 12./JG 2. S to enoto je sodeloval v bitki za Francijo in junija opravljal nočne naloge v enosedežnem lovcu. S činom poročnika je bil julija 1940 premeščen k Stabstafflu III./NJG 1. V noči s 6. na 7. september 1940 je na svoji 49. bojni nalogi dosegel svojo prvo zračno zmago, ko je v bližini Metelena sestrelil bombnik RAF Whitley. 
1. maja 1942 je s činom nadporočnika in petimi zračnimi zmagami postal Staffelkapitän 8./NJG 1. V noči z 9. na 10. avgust pa je že dosegel svojo 10. zmago, ko je sestrelil britanski bombnik Vickers Wellington. Do konca leta 1942 je dosegel še šest zračnih zmag in svoj skupni izkupiček dvignil na 16. 4. marca 1943 je sodeloval na dnevni nalogi proti ameriškim težkim bombnikom. V bližini mesta Den Helder je Lütje dosegel svojo prvo zmago podnevi, ko je sestrelil enega od ameriških štirimotornih bombnikov Boeing B-17. 
Kljub temu uspehu je Lütje še vedno deloval večinoma ponoči. Tako je v noči z 12. na 13. marec dosegel svojo dvajseto zračno zmago, ko je v bližini Alsalte sestrelil britanski štirimotorni težki bombnik Handley Page Halifax. Enega največjih uspehov v svoji karieri je Lütje dosegel v noči s 13. na 14. maj, ko je v eni noči sestrelil kar šest sovražnih bombnikov za zmage od 23 do 28. Za ta podvig je bil, takrat že  stotnik Lütje, 1. junija odlikovan z Viteškim križem in 5. junija imenovan za Gruppenkommandeurja IV./NJG 6. To je bila enota nočnih lovcev, ki je imela za nalogo varovati naftna polja v romunskem Ploestiju.
Septembra je bil Lütje za kratek čas premeščen ne Nizozemsko, kjer je dosegel nove tri zračne zmage, nato pa se je vrnil v Romunijo. Tam je občasno letel tudi dnevne naloge in tako 10. junija 1944 dosegel tudi dve zmagi nad ameriškimi daljinskimi lovci Lockheed P-38 Lightning, ki so spremljali ameriške bombnike med bombardiranjem Ploestija. Zmagi je dosegel v bližini romunskega glavnega mesta Bukarešte. V tem spopadu pa je bil ranjen in je moral svojega poškodovanega lovca Messerschmitt Bf 110 G-4 (W. Nr. 140 018) »2Z + AF« zasilno pristati. 
Na naslednjih bojnih nalogah nad Črnim morjem je Lütje na svoj seznam sestreljenih letal dodal še šest bombnikov Wellington britanske RAF in sovjetski dvomotorni bombnik Iljušin DB-3. Konec avgusta 1944 je bil IV./NJG 6 premeščen nazaj v Nemčijo, 1. oktobra istega leta pa je bil Lütje imenovan za Komodorja NJG 6. Do konca vojne je na svoj račun dodal še osem nočnih zračnih zmag. 17. aprila je takratni major Lütje za svojih 50 zračnih zmag prejel hrastove liste k viteškemu križu (Nr 836). Konec vojne je dočakal s činom podpolkovnika, umrl pa je 18. januarja 1967 v Köln-Wahnu.
Herbert Lütje je na 247 bojnih nalogah med drugo svetovno vojno dosegel 50 zračnih zmag, od katerih je tri dosegel podnevi, ostale pa ponoči.

## Odlikovanja
- Železni križec 2. in 1. razreda
- Ehrenpokal der Luftwaffe (28. september 1942)
- Nemški križ v zlatu (28. januar 1943)
- Viteški križ železnega križca (1. junij 1943)
  - Hrastovi listi k viteškemu križu (17. april 1945)